# Aulattiviruluk
Aulattiviruluk, tidigare namn Salliqpaaq Island, är en ö i Kanada.   Den ligger i territoriet Nunavut, i den östra delen av landet, 2 400 km norr om huvudstaden Ottawa. Arean är 12,2 kvadratkilometer.
Terrängen på Aulattiviruluk är platt. Öns högsta punkt är 89 meter över havet. Den sträcker sig 5,0 kilometer i nord-sydlig riktning, och 4,3 kilometer i öst-västlig riktning.
Trakten runt Aulattiviruluk är nära nog obefolkad, med mindre än två invånare per kvadratkilometer.